# マッテオ・マナセロ
マッテオ・マナセロ（Matteo Manassero、1993年4月19日 - ）は、イタリアのプロゴルファー。ヴェネト州ヴェローナ県ネグラール出身。

## 経歴
3歳からゴルフを始めた。2009年6月、全英アマチュアゴルフ選手権で史上最年少の16歳2ヶ月で優勝。また、イタリア人初の優勝者となった。その優勝により、翌月の全英オープンと翌年のマスターズの出場資格を獲得した。
全英オープンでは首位と4打差の13位タイに入る活躍を見せローアマチュアに輝いた。
2010年4月、トミー・ジェイコブスの記録を更新する当時史上最年少の16歳11ヶ月でマスターズに出場。初日を71で回り、2日目に76とスコアを落としたものの、カットラインぎりぎりの3オーバーで予選を突破。1967年に18歳10ヶ月で予選を通過したボビー・コール（南アフリカ）の最年少予選通過記録も更新した（2013年に14歳5ヶ月で出場した中国の関天朗（グァン・ティンラン）が更新）。3日目73、最終日72で回り、通算4オーバーの36位タイでローアマチュアに輝いた。
2010年5月にプロ転向。同年10月、欧州PGAツアー「カスティーヨ・マスターズ」において、欧州ツアー史上最年少の17歳188日で優勝を果たした。2011年4月のマレーシア・オープンでツアー2勝目、2012年11月のバークレイズ・シンガポール・オープンで3勝目を挙げた。
2011年に男子ゴルフのアジアと欧州の代表選手による団体対抗戦ロイヤル・トロフィーに出場している。
趣味はサッカーで、ACミランのファンである。

## 優勝歴
|   | 年月日         | 大会                                 | 備考                       |
| - | -------------- | ------------------------------------ | -------------------------- |
| 1 | 2010年10月24日 | カスティーヨ・マスターズ             | 欧州ツアー最年少優勝       |
| 2 | 2011年4月17日  | マレーシア・オープン                 |                            |
| 3 | 2012年11月11日 | バークレイズ・シンガポール・オープン | プレーオフ                 |
| 4 | 2013年5月26日  | BMW PGA選手権                        | プレーオフ、大会最年少優勝 |